# Женская сборная Бангладеш по волейболу
Женская национальная сборная Бангладеш по волейболу (бенг. বাংলাদেশ জাতীয় মহিলা ভলিবল দল, англ. Bangladesh women's national volleyball team) — представляет Бангладеш на международных волейбольных соревнованиях. Управляющей организацией выступает Волейбольная федерация Бангладеш.

## История
Волейбольная федерация Бангладеш — член ФИВБ и AКВ с 1976 года.
Официальным дебютом женской сборной Бангладеш стал волейбольный турнир Южноазиатских игр 1991 года, на которых женский волейбол впервые был представлен в программе этих мультиспортивных соревнований. Уступив лишь фаворитам — командам Шри-Ланки и Индии, бангладешские спортсменки заняли 3-е место. Спустя два года, на следующих подобных Играх, проходивших в столице Бангладеш Дакке, хозяйки соревнований повторили свой «бронзовый» успех. Впоследствии женская сборная Бангладеш ещё дважды принимала участие в волейбольных турнирах Южноазиатских игр, но стать призёрами им уже не удавалось.
В июне 2009 года бангладешские волейболистки единственный раз в своей истории были среди участников отборочного турнира чемпионата мира. Соревнования в группе «С» азиатской квалификации прошли в Таиланде. Сборная Бангладеш «всухую» проиграла во всех трёх своих матчах сборным Таиланда, Тайваня и Фиджи, причём ни в одном из поединков не смогла набрать более 10 очков за партию, а два стартовых сета против волейболисток Таиланда закончились со счётом 1:25 (!).
В декабре 2014 года в Непале прошёл первый чемпионат Южной Азии с участием пяти команд региона. Соревнования состояли из кругового турнира и сборная Бангладеш заняла последнее (5-е) место.
В 2019 году после 5-летнего перерыва сборная Бангладеш вновь вышла на международную арену, приняв участие сразу в двух турнирах. В ноябре в столице Бангладеш Дакке прошёл первый чемпионат Центральноазиатской зональной ассоциации Азиатской конфедерации волейбола, в котором кроме хозяек приняли участие сборные Непала, Кыргызстана, Мальдивской Республики и Афганистана. Уверенно обыграв в стартовом поединке предварительного этапа сборную Афганистана, затем бангладешские волейболистки проиграли Мальдивам и Непалу и победили Кыргызстан, но уступили им же в матче за «бронзу». В начале декабря того же года на Южноазиатских играх, проходивших в Непале, команда Бангладеш на групповой стадии потерпела поражения от сборных Индии и Непала и выбыла из борьбы за награды.

## Результаты выступлений и составы

### Чемпионаты мира
- 2010 — не квалифицировалась
- 2010 (квалификация)[2]: Ясмин Актар, Лубу Актер, Рахала Актер, Фархана Актер, Сусмита Хан Эва, Алея Хатун, Шармин Парвин Сима, Надя Парвин Лаки, Нушрат Джахан Ниши, Наджмун Нахар Паппа, Шахида Парвин, Дети Рани Саркар. Тренер — Мохаммад Сохель.

### Южноазиатские игры
- 1991 —  3-е место
- 1993 —  3-е место
- 1995 — ?
- 1999 — 4-е место
- 2006 — не участвовала
- 2016 — не участвовала
- 2019 — 5-е место
- 2019[3]: Мост Сабина Хатун, Шахида Парвин, Сучона Парвин Кея, Доли Актар, Сохели Актер, Джаханара Хатун Мукта, Мост Аша, Шиббе Ханам Бабли, Лаки Хатун, Аджмира Хатун, Шейх Бите, Рубина Султана Рану. Тренер — Голам Расул Хан.

### Чемпионат Южной Азии
- 2014 — 5-е место.

### Чемпионат CAZA[4]
- 2019 — 4-е место
- 2021 — 7-е место
- 2023 — 8-е место

- 2019[5]: Мост Сабина Хатун, Шахида Парвин, Сучона Парвин Кея, Доли Актар, Сохели Актер, Джаханара Хатун Мукта, Мост Аша, Шиббе Ханам Бабли, Лаки Хатун, Аджмира Хатун, Шейх Бите, Рубина Султана Рану. Тренер — Голам Расул Хан.

## Состав
Сборная Бангладеш в соревнованиях 2019 года (чемпионат CAZA, Южноазиатские игры).
| №  | Имя, фамилия          | Год рождения | Рост | Амплуа      | Клуб      |
| -- | --------------------- | ------------ | ---- | ----------- | --------- |
| 1  | Мост Сабина Хатун     | 1995         | 180  | нападающая  | «Полис»   |
| 3  | Шахида Парвин         | 1990         | 152  | связующая   | «Ансар»   |
| 4  | Сучона Парвин Кея     | 1991         | 164  | нападающая  | BGMC      |
| 5  | Доли Актар            | 1986         | 161  | центральная | «Ансар»   |
| 6  | Сохели Актер          | 1988         | 152  | либеро      | «Ансар»   |
| 7  | Джаханара Хатун Мукта | 1993         | 161  | центральная | BGMC      |
| 9  | Мост Аша              | 1996         | 167  | нападающая  | BGMC      |
| 10 | Шиббе Ханам Бабли     | 1996         | 173  | центральная | BGMC      |
| 11 | Лаки Хатун            | 1986         | 168  | нападающая  | «Ансар»   |
| 12 | Аджмира Хатун         | 2005         | 177  | связующая   | «Раджшах» |
| 13 | Шейх Бите             | 2001         | 173  | нападающая  | BGMC      |
| 14 | Рубина Султана Рану   | 1989         | 146  | нападающая  | BGMC      |

- Главный тренер — Голам Расул Хан.
- Тренеры — Мофизу Ислам.